# Sphenomorphus incognitus
Sphenomorphus incognitus är en ödleart som beskrevs av  Thompson 1912. Sphenomorphus incognitus ingår i släktet Sphenomorphus och familjen skinkar. Inga underarter finns listade i Catalogue of Life.